# Magic Kingdom
Magic Kingdom ("Reino Mágico" en español) es un parque temático ubicado en Walt Disney World Resort en Lake Buena Vista, cerca de Orlando (Florida). Está coordinado y dirigido por The Walt Disney Company a través de Walt Disney Parks, Esperiences and Products. Abierto el 1 de octubre de 1971, es el parque temático más famoso de Florida, y el más visitado del mundo. Fue diseñado y construido por WED Enterprises (ahora conocidas como Walt Disney Imagineering), la disposición de las áreas y las atracciones del parque son similares a las de Disneyland en Anaheim, California, abierto en 1955. El récord de visitas fue conseguido en 2015, cuando 20.492.000 visitantes llegaron al parque.
Desde 2011 Magic Kingdom ha sido remodelado drásticamente, cambiando el aspecto de Main Street U.S.A. Fantasyland y Central Plaza, así como el Castillo de la Cenicienta, cuenta con 4 torres nuevas y desde el 18 de julio de 2015 hasta el 10 de noviembre, el área frontal del Castillo de la Cenicienta se encontraba cerrada al público debido a que los accesos usados para entrar al castillo por el portón central estaban en remodelación.
Esta sería la última fase de la remodelación del parque Magic Kingdom, el cual quedó libre de construcciones y remodelaciones para el turismo de fin de ese año.

## Dedicatoria
Walt Disney World es un tributo a la filosofía de vida de Walter Elias Disney... y al talento, dedicación, y lealtad de la organización de Disney en su totalidad que volvió realidad el sueño de Walt Disney. Que Walt Disney World traiga alegría, inspiración y nuevos conocimientos a todo el que visite este feliz lugar... un reino mágico donde los corazones jóvenes de todas las edades pueden reír, jugar y aprender juntos.
Roy Oliver Disney, 25 de octubre de 1971

## Historia

### Construcción
The Walt Disney Company comenzó la construcción de Magic Kingdom, junto con el resort en 1967 después de la muerte de Walt Disney. El parque en sí mismo era inicialmente similar a Disneyland construido en Anaheim, California, no obstante Magic Kingdom fue construido en un área de mayor tamaño. También se lo mejoró en respecto al diseño de Disneyland. Según algunas historias, Walt Disney vio a un vaquero de Frontierland paseándose por Tomorrowland en Disneyland, y quiso evitar que esto ocurriera en el nuevo parque, ya que le quitaba la magia al área. Para deshacerse de esto, Magic Kingdom fue construido sobre una serie de túneles, llamados Utilidors, que consistían en oficinas y pasillos. Con estos túneles los empleados (llamados miembros del elenco) podían moverse a través del parque lejos desde los visitantes y sin arruinar la magia del lugar. Debido a la cantidad de agua presente en el subsuelo, estos no se podían edificar bajo tierra, así que fueron construidos a nivel del mar. El terreno fue rellenado con el material extraído en la construcción de Seven Seas Lagoon. Los túneles se encuentran solamente bajo áreas y atracciones edificadas en la construcción original, no en las añadidas luego de esta, como complementos. Los túneles son únicos y originales de Magic Kingdom debido a las grandes ganancias en esos tiempos, pero fueron copiados a escalas menores en otros Disney Parks y áreas como Epcot y Pleasure Island.

### Apertura
Magic Kingdom fue inaugurado como la primera parte del proyecto creado por Walt Disney para Florida el 1 de octubre de 1971. Fue en ese entonces el único parque temático en el resort y fue abierto únicamente con dos hoteles: Disney's Polynesian Resort y Disney's Contemporary Resort . El parque abrió sus puertas con 23 atracciones, con únicamente tres originales del parque y veinte copiadas de otras atracciones en Disneyland. La Walt Disney Company prometió aumentar el número de atracciones, con otras copiadas de Disneyland y algunas originales. Las atracciones fueron divididas en seis áreas temáticas, cinco de ellas copiadas de Disneyland y la original Liberty Square.
Desde su apertura, Magic Kingdom solo fue cerrado en cinco ocasiones, causadas por el huracán Floyd, los ataques del 11 de septiembre, el huracán Frances, el huracán Charley, y el huracán Wilma.
Tuvo ganancias de hasta 3.00000 mil millones.

### Confusiones en el nombre
Debido a la semejanza con Disneyland, se generaron ciertas confusiones en el nombre del parque. "The magic kingdom" fue utilizado como un apodo de los fanáticos para Disneyland antes de que Walt Disney World Resort fuera construido, no obstante el apodo oficial de Disneyland es "el lugar más feliz del planeta". El apodo de Magic Kingdom es similar: "el lugar más mágico del planeta". A pesar de las confusiones, los boletos del parque han llevado siempre el nombre oficial "Magic Kingdom". En 1994, para distinguirlo de Disneyland, el parque oficialmente fue rebautizado como "Magic Kingdom Park".

## Transporte público y venta de entradas
El diseño del resort posiciona a Magic Kingdom a más de una milla del estacionamiento, en el lado opuesto al Seven Seas Lagoon. Al llegar, los visitantes son dirigidos hacia el Transportation and Ticket Center (TTC), el centro de billetes y transportes. En esta instalación se venden las entradas a los parques y se provee el transporte público a través del complejo. También posee una pequeña tienda de recuerdos y una central de objetos perdidos para los cuatro parques temáticos.
Para Transportarse a Magic Kingdom, los visitantes pueden utilizar el Walt Disney World Monorail System, El Ferry Boat, o los autobuses, dependiendo de la localización de su hotel. Los tres hoteles más cercanos a Magic Kingdom son Disney's Contemporary Resort, Disney's Polynesian Resort, y Disney's Grand Floridian Spa & Resort. Tienen a su disposición como transportes el ferry y el Walt Disney World Monorail System. Los huéspedes de los demás hoteles pueden tomar los autobuses para sus despalazamientos al parque Magic Kingdom.

## Áreas de Magic Kingdom
En los mapas se listan alrededor de 48 atracciones ubicadas en 7 áreas temáticas.
Walt Disney World Railroad recorre el perímetro del parque y posee estaciones en Main Street, U.S.A, Frontierland, y solía tener en Mickey's Toontown Fair, hasta que fue retirado del parque para la ampliación del mismo.

### Main Street, U.S.A

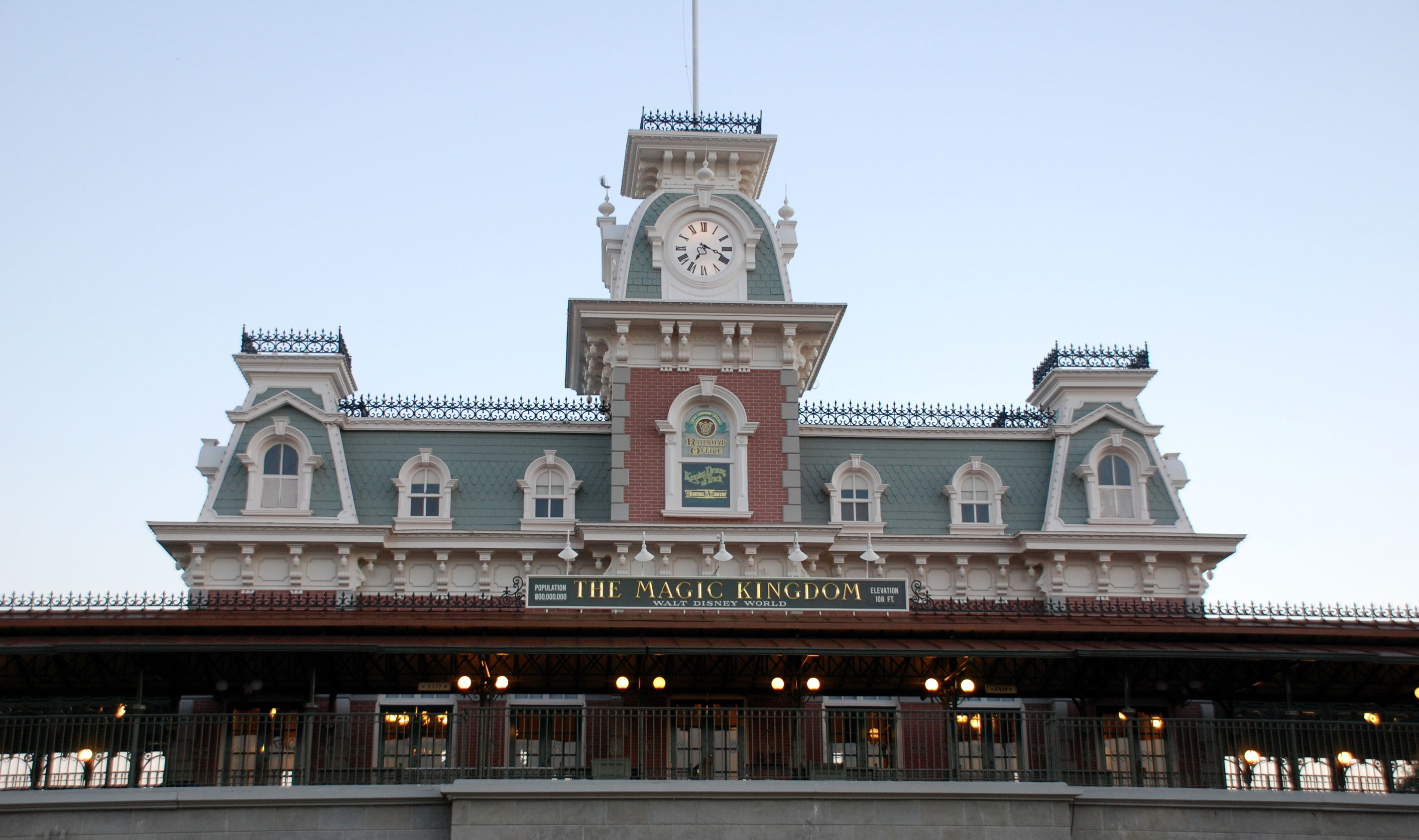
La estación de Walt Disney World Railroad flanquea la entrada al parque.

En vez de ser una reproducción de un pueblo pequeño del oeste norteamericano, Main Street, U.S.A en Magic Kingdom ofrece algunos estilos que poseen influencia en ciudades del país como Misuri y Nueva Inglaterra. Esto se aprecia más en el área de las cuatro esquinas, donde cada edificio representa el estilo arquitectónico de un pueblo o ciudad. A diferencia de Disneyland, no hay una Opera House en Magic Kingdom; en su lugar aparece el teatro Town Square.
Main Street está definida por las tiendas en sus perímetros, en las que se venden alimentos y mercadería. La decoración se debe a una ciudad de principios de siglo XX, a la niñez de Walt Disney y al pueblo de La Dama y el Vagabundo. En el City Hall se encuentra la atención al visitante, donde "miembros del elenco" otorgan asistencia e información. Posee una peluquería original al servicio del visitante. El Emporium ofrece una gran variedad de recuerdos del parque tales como peluches, prendedores coleccionables, y sombreros de Mickey. Tony's Town Square Restaurant y el Plaza Restaurant son restaurantes con servicio de mesa. Casey's Corner está al final de Main Street y vende comida rápida como en un estadio de Béisbol a precios baratos. The Main Street Confectionary vende dulces por peso, como manzanas acarameladas, dulces de arroz inflado, chocolates y galletas.
Más allá del final de Main Street se encuentra el Castillo de la Cenicienta. Aunque solamente posee 189 pies de altura (55m) de alto, se beneficia de una técnica conocida como perspectiva forzada. A lo largo de Main Street, U.S.A los edificios en primer plano son más anchos que los del segundo, y los del segundo son más anchos que los del tercero. Las ventanas del castillo (las más altas) son más pequeñas de los que parecen. El efecto visual aparece cuando los edificios parecen ser más altos y anchos de lo que son en realidad.
Simbólicamente, Main Street es considerada como "los créditos de apertura" del parque. Usted pasa bajo la estación de trenes (la entrada), y se puede ver en las ventanas superiores de los edificios los créditos del parque. Cada ventana posee el nombre de un negocio, tal como "Seven Summits Expeditions, Frank G. Wells President", todas estas personas poseen una conexión con Disney.
Además de la estatua de bronce "Partners Statue" de Walt Disney y Mickey Mouse delante del Castillo de la Cenicienta, también se puede apreciar "Sharing the Magic Statue" de Roy O. Disney que se alza junto con Minnie Mouse en la entrada del parque. Rodeando la "Partners Statue" en el área central, aparecen varios personajes de Disney. Algunos de estos incluyen; Minnie, Donald, Goofy, etc.

#### Atracciones
- Walt Disney World Railroad - Main Street Station: Tren A Vapor que da un Recorrido por el Perímetro de Magic Kingdom
- Main Streey Vehicles: 4 Vehículos Antiguos Que Recorren Main Street

#### Gastronomía

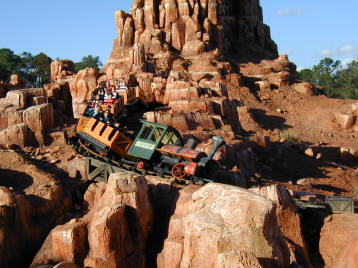
Big Thunder Mountain Railroad

- The Plaza Restaurant: Comida Internacional
- Main Street Bakery: Es Una Pastelería
- Crystal Palace: Comida Europea
- Casey's Corner: Comida rápida
- Tony's Town Square Restaurant: Servicio de Barra Libre
- Main Street Confectionary: Cafetería Francesa
- Plaza Ice Cream Parlor Helados de Varios Sabores

#### Compras
- Emporium Una de las Tiendas Principales
- Town Square Exposition Hall - Presented by Kodak
- Engine Co. 71-Firehouse Gift Shop
- Main Street Cinema
- Disney Clothiers
- Main Street Athletic Club
- Main Street Toy Store
- Uptown Jewelers
- Monkier & Sons Pin Station
- Crystal Arts

### Adventureland

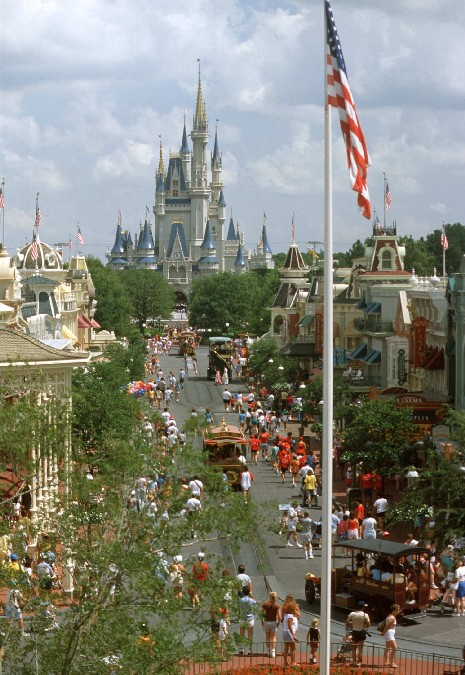
Main Street U.S.A

Adventureland representa el misterio de la exploración de tierras desconocidas. Es tematizada para asemejarse a las selvas remotas de África, Asia, el Medio Oriente, Sudamérica y el Pacífico del sur, con una representación de pueblo nativos del Caribe. Contiene paseos clásicos tales como Pirates of the Caribbean y Jungle Cruise Riverboat.

#### Atracciones
- Pirates of the Caribbean: Paseo en Bote por las Aguas del Mar Caribe
- Walt Disney's Enchanted Tiki Room: Show Hawaiano
- Swiss Family Treehouse: Casa de Árbol Interactiva
- Jungle Cruise: Paseo en Lancha por Junglas
- The Magic Carpets of Aladdin: Atracción Controlable de Aladdín para toda la Familia.

#### Entretenimiento
- Captain Jack Sparrow's Pirate Tutorial
  - Un desfile y entretenimiento en el que los visitantes pueden conocer al capitán Jack Sparrow y a otros personajes de la película Piratas del Caribe.

### Frontierland

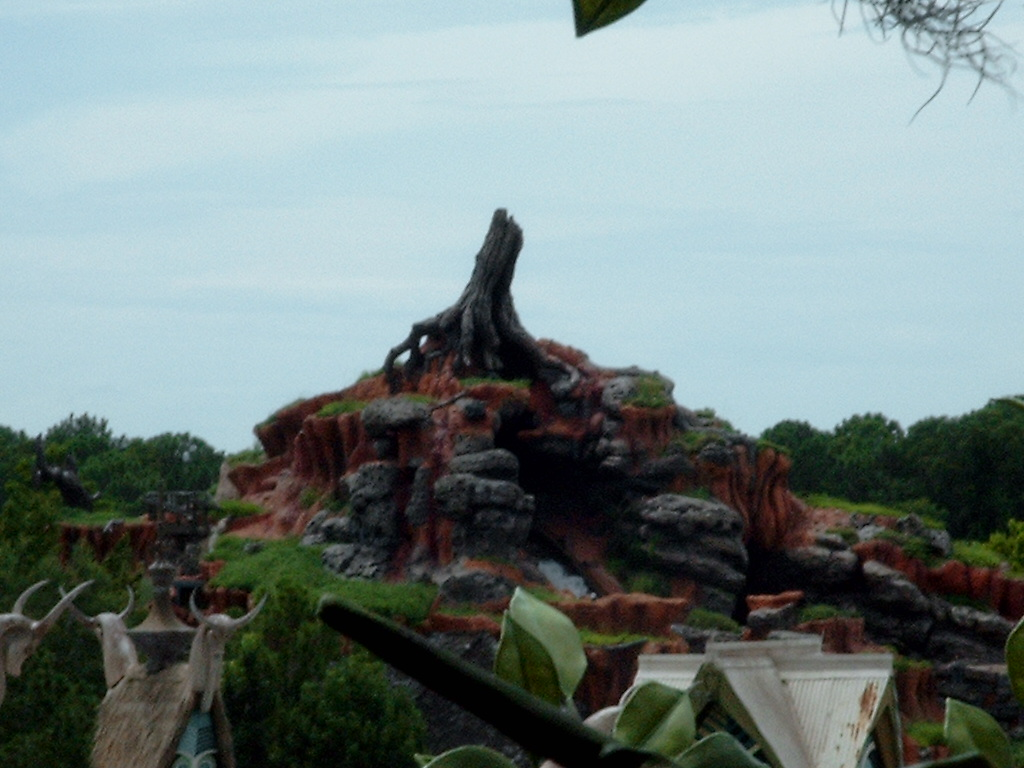
Splash Mountain, una atracción clásica vista desde lejos.

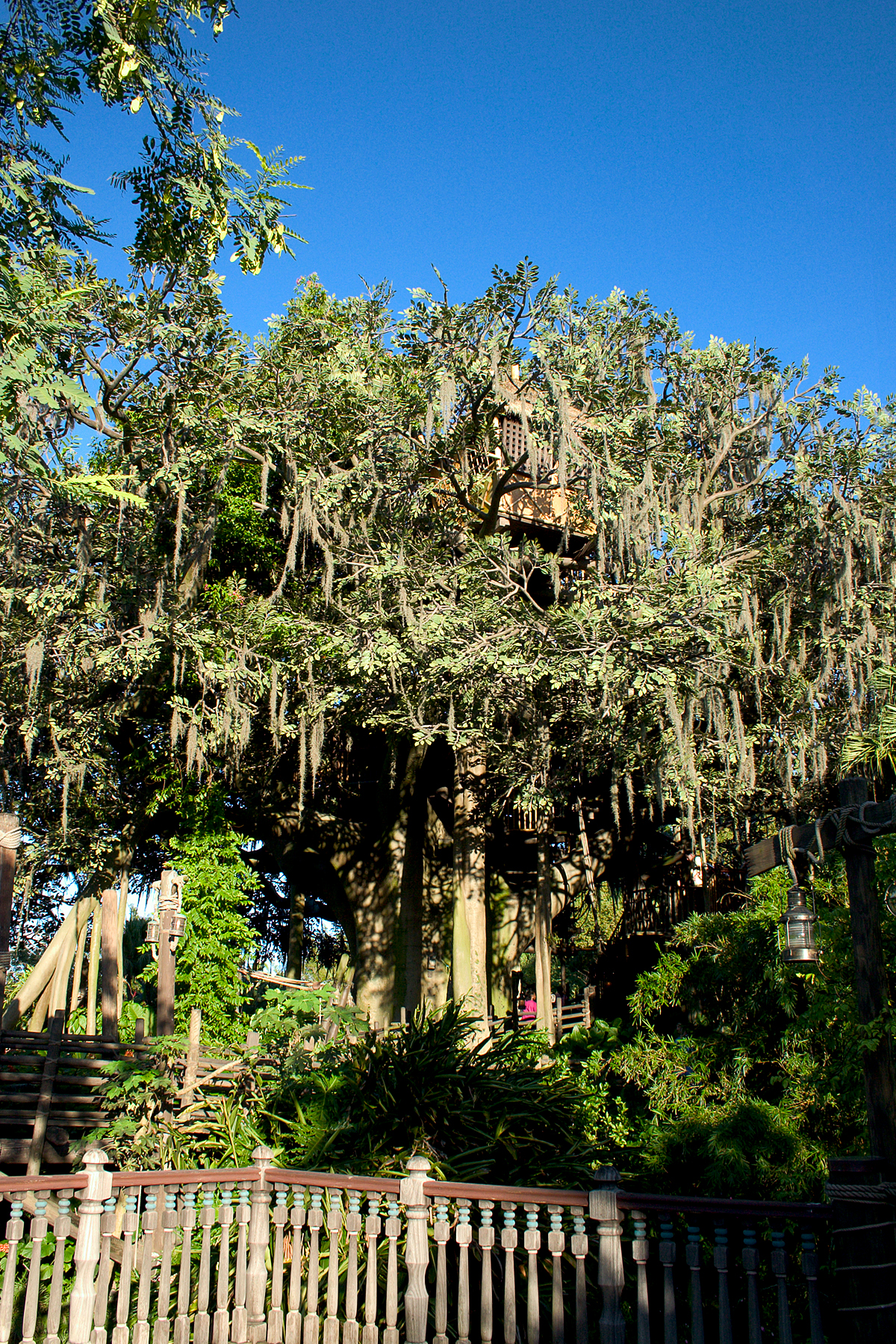
Casa del árbol de la Familia Robinson

Frontierland representa el viejo oeste salvaje donde habitan los vaqueros e indios, e invita al visitante a explorar los misterios de los ríos de América. Frontierland contiene atracciones clásicas tales como Splash Mountain, Big Thunder Mountain Railroad, Tom Sawyer Island y Country Bear Jamboree.

#### Atracciones
- Big Thunder Mountain Railroad: Tren Minero que recorre Una Mina y la ciudad Inundada de Tumbleweed
- Tom Sawyer Island Rafts: Balsas para ir de Frontierland a Tom Sawyer Island y Viceversa
- Country Bear Jamboree: Show de Osos Americanos que Cantan y Bailan haciendo Reír a los Visitantes
- Frontierland Shootin' Arcade: Juegos Arcade Tematizados con Wild Wild West
- Splash Mountain: Log Flume Una Atracción Clásica de Disneyland Originalmente se encuentra en el Área Secundaria Critter Country esto se aprecia en Disneyland Paris y Tokyo Disneyland Está Inspirada en Song Of The South.
- Walt Disney World Railroad: Tren A Vapor que da un Recorrido por el Perímetro de Magic Kingdom

#### Gastronomía
- Pecos Bill Tall Tale Inn & Cafe
- Golden Oak Outpost
- Westward Ho

#### Compras
- Frontier Trading Post (tienda especializada en venta de prendedores)
- Briar Patch

### Liberty Square
Esta zona del parque se inspira en cómo sería un pueblo de los Estados Unidos en la época de la Guerra de Independencia de los Estados Unidos. Los ríos de Magic Kingdom que pasan por Liberty Square son recorridos por el catamarán Liberty Belle Riverboat. En Liberty Square se encuentran atracciones clásicas como Haunted Mansion y Hall of Presidents.

#### Atracciones
- The Hall of Presidents: Show de los Presidentes Norteamericanos como Barack Obama
- Liberty Square Riverboat: Barco tipo Ferry que recorre Rivers Of America
- Haunted Mansion: Atracción de Terror Un Clásico de Disneyland

#### Gastronomía
- Liberty Tree Tavern
- Table Service (servicio de barra)
- Columbia Harbor House
- Counter Service (pescado y pollo)
- Sleepy Hollow - Snack Bar

#### Compras
- Heritage House - Early-American Gifts
- Liberty Square Portrait Gallery - Galería artística
- Memento Mori - Tienda de la atracción "Haunted Mansion" (antes "Yankee Trader" de accesorios de cocina y otros).
- Ye Olde Christmas Shoppe - decoración navideña.

### Fantasyland

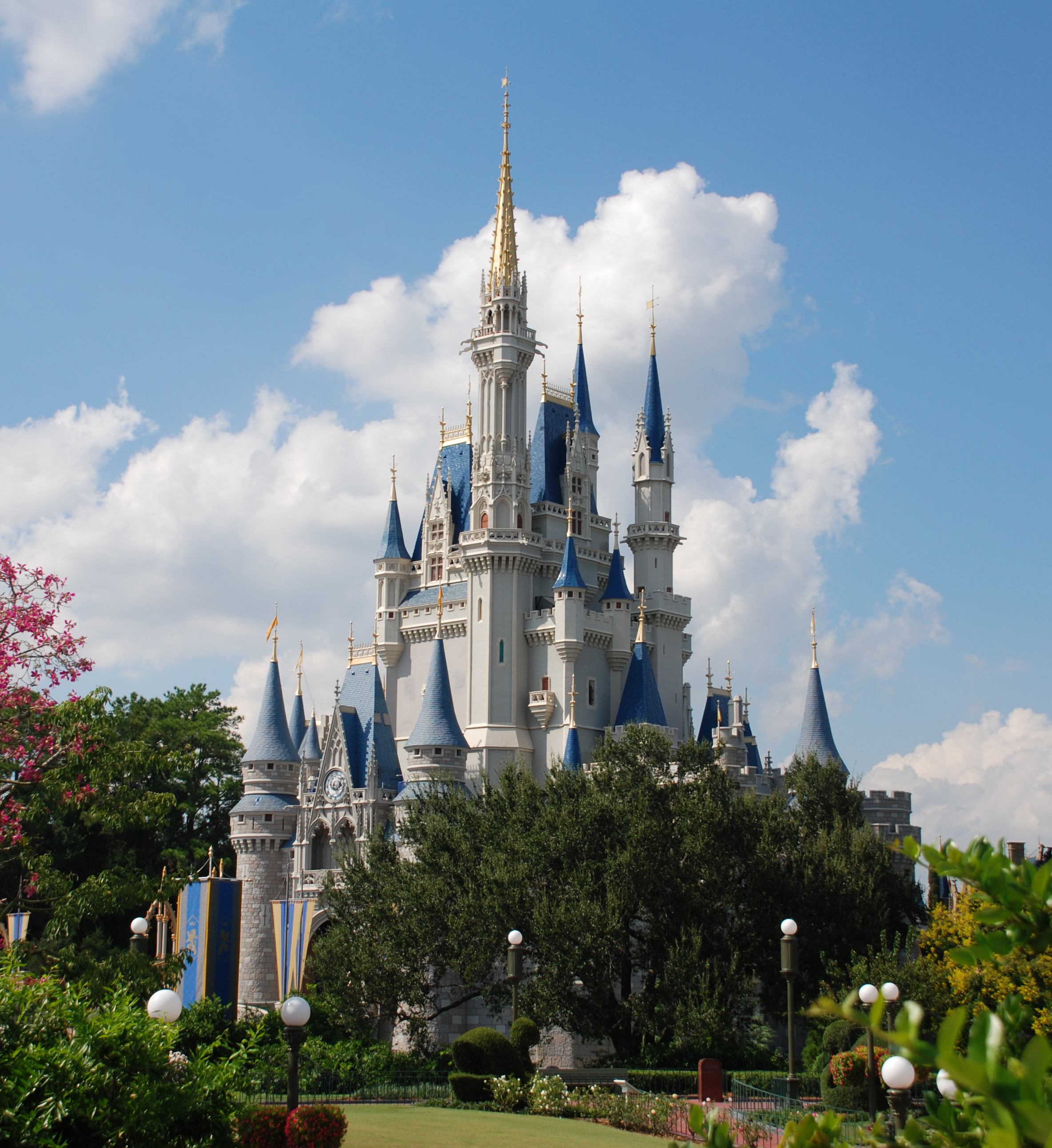
El Castillo de la Cenicienta en la Entrada a Fantasyland.

En las Palabras de Walt Disney: "Fantasyland se dedica a los jóvenes en el corazón y a los que creen que cuando se sueña con una estrella, los sueños se vuelven realidad"
Fantasyland está Tematizado en un Reino Medieval el cual se han convertido en la Filmografía de los estudios.
A partir de 2012, Fantasyland se divide en tres partes:
- - Fantasyland Courtyard. El área inmediata detrás del castillo, ideando una aldea alemana.
  - Fantasyland Enchanted Forest. Creando un bosque encantado.
  - Fantasyland Storybook Circus. Un circo de los años 1920 donde están Dumbo, y los personajes clásicos.

Anteriormente el área ocupada ahora por Enchanted Forest, era anteriormente una laguna con la atracción 20,000 Leagues Under the Sea. Y donde actualmente está Fantasyland Storybook Circus, era Mickey's Toontown; una aldea de caricatura donde estaban las casas de Goofy, Minnie, Mickey, entre otros.

#### Atracciones
Fantasyland Courtyard
- Cinderella Castle, El Ícono de Magic Kingdom y Entrada Principal a Fantasyland.
- Prince Charming Regal Carousel, Carrusel Original de 1917, Basado en La Cenicienta con Música de las Películas Clásicas de Disney.
- Mickey's PhilharMagic, un Show en 4D con Múltiples Personajes de las Películas Clásicas de Disney.
- Princess Fairytale Hall, un Salón especial para saludar y retratarse (Meet & Greet) con cuatro princesas. Anteriormente estuvo ubicada en este espacio la atracción Snow White's Scary Adventures, cerrada en 2012.
- Peter Pan's Flight, Atracción clásica de Disneyland, un Vuelo sobre Londres y Nunca Jamás en un Barco Pirata, tal como en la película "Peter Pan".
- "it's a small world", Recorrido en Bote donde Muñecos de Niños representan todos los Países en sus trajes tradicionales y cantando una misma Canción en distintos idiomas.

Fantasyland Enchanted Forest:
- The Many Adventures of Winnie the Pooh, un Recorrido a través del Cuento de Christopher Robin y Winnie the Pooh.
- Mad Tea Party, Las Tazas de Té de la película Alicia en el País de las Maravillas.
- Seven Dwarfs Mine Train,  Tren Minero que viaja a la Mina donde los Siete Enanos Trabajan y su Casita.
- Enchanted Tales with Belle, un show en vivo con Bella, Lumiére, y otros personajes de La Bella y la Bestia
- Belle's Village, la aldea de Bella que cuenta con dos restaurantes y una tienda.
- Under the Sea ~ Journey of the Little Mermaid, un Viaje Pacífico a través del Océano del Rey Tritón
- Meet Ariel at her Grotto, una cueva hechiza para saludar y retratarse con Ariel.

Fantasyland Storybook Circus:
- Dumbo the Flying Elephant: Clásica Atracción de Dumbo en una Versión remasterizada que Incluye un Área de Juegos Infantiles en el Área de Colas Para la gran Demanda de esta Atracción, se decidió clonarla y hay 2 Versiones del Dumbo en una sola Atracción
- The Barnstormer Great Goofini: Montaña Rusa Para Niños y Adultos de Temática Goofy y Hecha por Vekoma (Jr. Coaster)

#### Entretenimiento
Fantasyland se caracteriza por su gran cantidad de personajes y cuentos, y con ellos vienen espectáculos y personajes a través del día en las tres partes.
Matutinos
- Dream Along with Mickey (Sueña con Mickey), espectáculo en la plaza del castillo.
- Royal Majesty Makers (Fabricantes de Majestad Real), los encargados de atender a las princesas salen a conversar con los invitados.
- Sword in the Stone (La Espada en la Piedra), un seleccionado logrará sacar la espada de la piedra.
- Main Street Philharmonic at Fantasyland Storybook Circus, la armónica llega al circo a interpretar canciones clásicas.

Vespertinos
- Move It! Shake It! Dance & Play It! Street Party, un desfile interactivo en la plaza del castillo.
- Dream Along with Mickey (repetición).

Nocturnos
- Celebrate the Magic, recorre la filmografía mágica de Disney a través de iluminaciones en la fachada del Castillo de la Cenicienta.
- Wishes, conocidos con varios títulos:
  - Nighttime Fireworks Spectacular - Wishes
  - Wishes - A Magical Gathering of Disney Dreams
  - Wishes Nighttime Fireworks
  - Wishes

un mágico espectáculo de pirotecnia sobre el castillo.
- Kiss Goodnight (Beso de Buenas Noches), al cierre del parque sin coincidir con el desfile nocturno, un narrador a través de altavoces, cita a Walt Disney, y junto con Mickey Mouse despiden cordialmente a los invitados.

#### Personajes
Fantasyland se caracteriza por tener la mayor cantidad de personajes en toda el área. Particularmente en el horario matutino están, conceden autógrafos, fotos, y en ocasiones especiales juegos en el parque. Destaca la presencia de:
- Elsa y Anna de Frozen en Princess Fairytale Hall.
- Cenicienta y Rapunzel, también en Princess Fairytale Hall.
- Mérida de Brave en Princess Fairytale Garden. Da lecciones de arquería.
- Peter Pan y Wendy en el mapa de Nunca Jamás (Neverland Map). Hacen bromas y cuentan historias.
- Drizella, Anastasia y Lady Tremaine, las hermanastras y la madrastra de Cenicienta, suelen hablar mal de Cenicienta y el Príncipe.
- El Hada Madrina de La Cenicienta. Hace hechizos y es difícil de encontrar, pues se oculta y reaparece.
- Ariel de La Sirenita, en su gruta (Ariel's Grotto), fácil de impresionar.
- Gastón, el villano de La Bella y la Bestia, suele comparar su anatomía con la de los invitados. Está fuera de su taberna en la villa de Bella.
- Pinocho, personaje de la película de mismo nombre, es un Mentiroso y le crece la Nariz cuando dice Mentiras.
- El Conejo Blanco]] de Alicia en el país de las maravillas, en Mad Tea Party, anda apresurado.
- El Sombrerero Loco de Alicia en el país de las maravillas, también en Mad Tea Party, intenta remediar cosas rotas.
- Alicia, la propia de Alicia en el país de las maravillas, en Mad Tea Party, narra sus aventuras.
- Pato Donald, el encantador de serpientes y el gran Goofy Goofini volador, en Fantasyland Storybook Circus.
- Pata Daisy, la vidente de la bola de cristal, y Minnie Mouse en Fantasyland Storybook Circus también.

#### Gastronomía
En Fantasyland se disfruta de una variedad de comida, entre rápida y gourmet. Hay carros de palomitas de maíz, refrescos, helados, Pretzel, abundan los postres.
Fantasyland:
- Cinderella's Royal Table, restaurante de gastronomía francesa-americana dentro del castillo. Pago por cubierto. Las princesas visitan a los invitados a las mesas.
- Pinocchio Village Haus Restaurant, se disfruta pizza plana, pastas y ensaladas. De edificación bávara, narra en murales la historia de Pinocho; también tiene una vista a It's a Small World.
- Friar's Nook, barra de postres europeo-americanos y helados. Colinda con Princess Fairytale Hall. El nombre viene de Friar Tuck.
- Storybook Treats, barra de helados gourmet dentro de una edificación bávara junto a Friar's Nook.

Enchanted Forest:
- Be Our Guest Restaurant, un restaurante de servicio de mesa y comida rápida. Dividido en dos, uno está dentro del castillo de la Bestia.
- Gaston's Tavern, un restaurante de comida rápida, inspirado en el filme de La Bella y la Bestia; principalmente conocido por los "Pork Shanks" (Vástagos de Cerdo) servidos ahí.
- Cheshire Café, una barra de café, té y postres, cerca de Mad Tea Party. Recibe su nombre por el Gato de Cheshire de Alicia en el país de las maravillas.

Fantasyland Storybook Circus:
- Big Top Souvenirs, tienda de recuerdos, sirve galletas gourmet y manzanas acarameladas bellamente decoradas.

#### Compras
Fantasyland ofrece una variedad de compras para todas las edades, teniendo como productos especiales, los personajes. Abundan prenderores o pins, peluches, figuras, adornos de casa, entre otros.
En la lista se encuentran:
Fantasyland:
- Bibbidi-Bobbidi-Boutique, salón de belleza para niñas menores de 14 años dentro del castillo. Es característico por embellecer a niñas y transformarlas en princesas.
- Bibbidi-Bobbidi-Boutique (expansión), trasera al castillo, tiene todo tipo de juguetes, vestidos y accesorios de las princesas.
- Sir Mickey's, una tienda trasera al castillo, inspirada en el corto de animación "The Brave Little Tailor" de Mickey Mouse. El tema principal es Frozen.
- Fantasy Faire, localizada a la salida de Mickey's PhilharMagic, tiene como tema la orquesta y la música. Se especializa en sombreros.

Enchanted Forest:
- Bonjour Village Gifts, una tienda inspirada en La Bella y la Bestia, sólo vende artículos de este cuento.
- Hundred Acre Goods, un local a la salida de The Many Adventures of Winnie the Pooh y enfrente a Seven Dwarfs Mine Train, tiene como tema principal a Winnie the Pooh, y Blancanieves y los Siete Enanos.

Fantasyland Storybook Circus:
Big Top Souvenirs, una tienda hecha al estilo de un circo de los años 1920. Hay una gran variedad de peluches, prendedores o pins, recuerdos y artículos de novedad; así como galletas gourmet y manzanas acarameladas.

### Tomorrowland

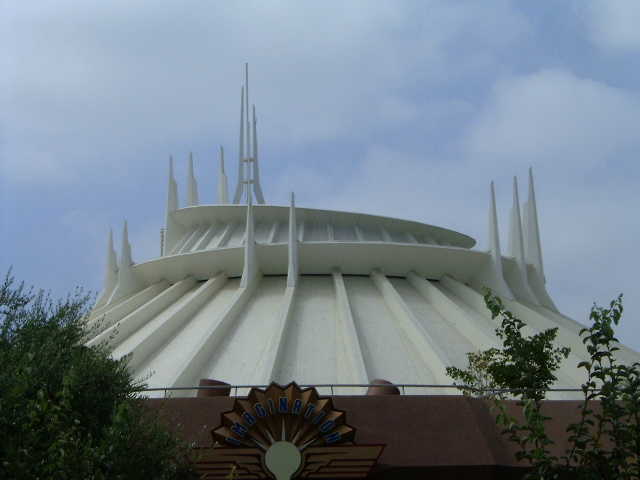
Space Mountain en Tomorrowland.

En las palabras de Walt Disney: "mañana puede ser un momento maravilloso. Nuestros científicos están abriendo las puertas del espacio con logros que beneficiarán a nuestros descendientes y hasta nuestra generación. Las atracciones de Tomorrowland fueron diseñadas para invitarlos a participar de lo que será nuestro futuro."
Tomorrowland está tematizada en lo que sería un puerto espacial.

#### Atracciones
- Astro Orbiter: Cohetes Eque viajan Alrededor de Astros y Órbitas
- Buzz Lightyear's Space Ranger Spin: Atracción Interactiva en donde ayudas a Buzz Lightyear a Derrotar al Malvado Emperador Zurg.
- Tomorrowland Speedway: Circuito donde puedes Manejar un Auto de Carreras hay Gradas en donde puedes ver como Corren los Autos
- Walt Disney's Carousel of Progress: Show Inspirado en el Futuro
- Tomorrowland Transit Authority PeopleMover: Recorrido por Tomorrowland y sus Atracciones más Populares.
- Monsters, Inc. Laugh Floor: Atracción para Monstruos
- Space Mountain: 2 Montañas rusas en una con el Mismo Recorrido pero en lados Opuestos a Oscurass son 2 Pistas (Alpha) (Omega).
- Tron Lightcycle Run: Abierto en abril de 2023, Montaña Rusa tipo Motorbike semicerrada inspirada en la Serie Tron Legacy.

#### Gastronomía
- Tomorrowland Terrace Noodle Station
- Cosmic Ray's Starlight Cafe There
- The Lunching Pad

#### Compras
- Mickey's Star Traders
- Merchant of Venus
- Racing Specialties Cart
- Tomorrowland Video Arcade
- Ursa's Major Minor Mart